# Revêtement en tissu aéronautique

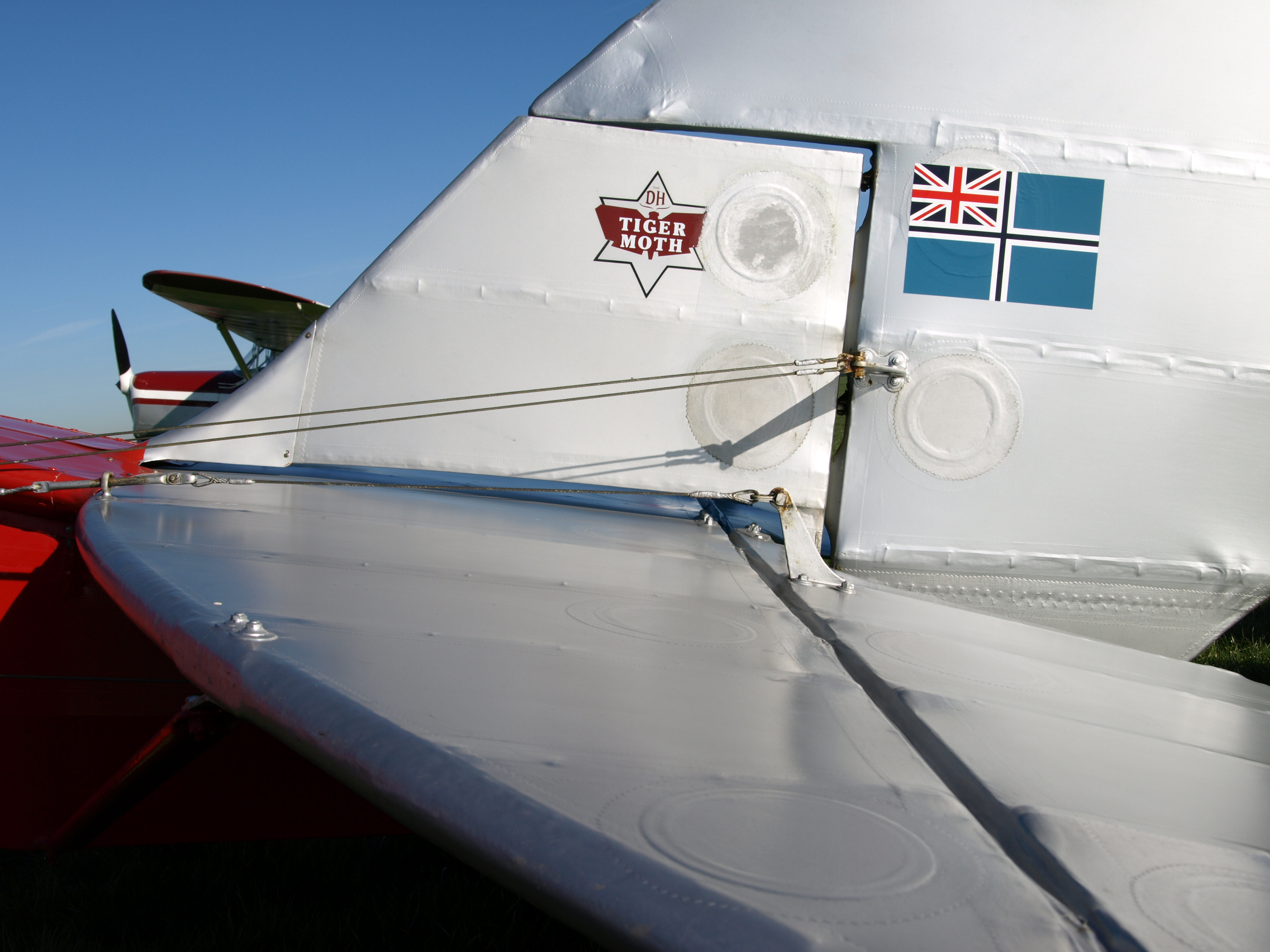
Revêtement en tissu d'un de Havilland Tiger Moth montrant des coutures côtelées et des anneaux d'inspection.

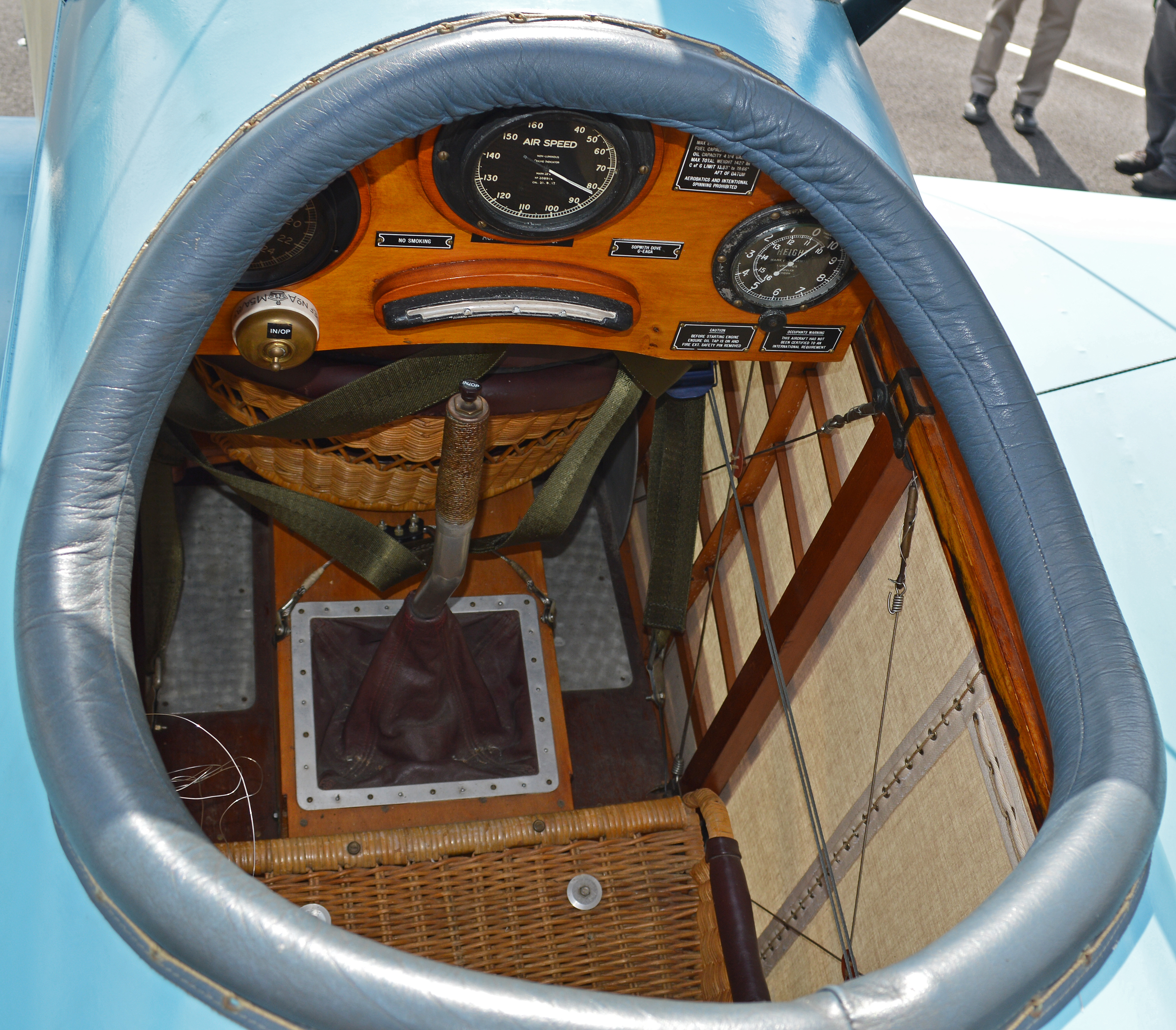
Cockpit du Sopwith Pup de 1916, laissant voir le revêtement en tissu de l'intérieur.

Le revêtement en tissu aéronautique est une expression utilisée à la fois pour désigner le matériau utilisé, et le processus de revêtement, des structures ouvertes des aéronefs. Il a été également utilisé pour renforcer les structures fermées en contreplaqué moulé. Le de Havilland Mosquito est un exemple de cette technique, tout comme les premiers fuselages monocoque tout en bois de certains avions de la première à la seconde Guerre Mondiale, du Deperdussin monocoque français, au LFG Roland C.II allemand (technique Wickelrumpf  de contreplaqué enveloppée d'un revêtement en tissu).
Les premiers avions utilisaient des matériaux organiques tels que le coton et des enduits à base de nitrate de cellulose ; les conceptions modernes recouvertes de tissu utilisent généralement des matériaux synthétiques tels que le Dacron et la pâte à base de butyrate pour l'adhésif. Les méthodes modernes sont souvent utilisées dans la restauration de types plus anciens qui étaient à l'origine couverts à l'aide de méthodes traditionnelles.

## Objectif et exigences
Les buts du revêtement en tissu d'un avion sont :
- Fournir une peau légère et étanche à l'air pour les surfaces portantes et de contrôle.
- Pour fournir une résistance structurelle à des structures autrement faibles.
- Pour recouvrir d'autres parties non portantes d'un aéronef afin de réduire la traînée, formant parfois un carénage.
- Pour protéger la structure des intempéries.

## Histoire

### Utilisation précoce

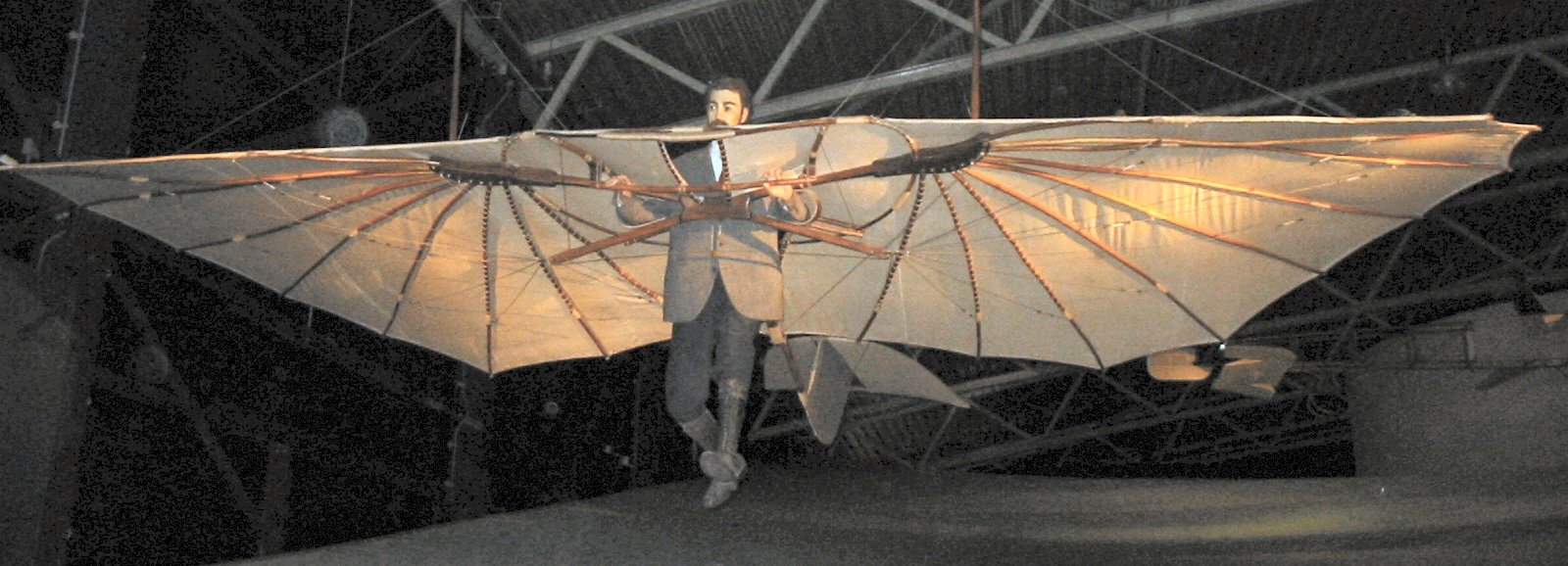
Une réplique de la machine volante de Lillienthal

Des aviateurs pionniers tels que George Cayley et Otto Lilienthal ont utilisé des surfaces portantes recouvertes de coton pour leurs conceptions de planeurs habités. Les frères Wright ont également utilisé du coton pour recouvrir leur Wright Flyer. D'autres premiers avions ont utilisé une variété de tissus, la soie et le lin, couramment utilisés. Certains premiers avions, comme les premières machines d'AV Roe, ont même utilisé du papier comme matériau de revêtement. Jusqu'au développement de la pâte à base de cellulose en 1911, diverses méthodes de finition du tissu étaient utilisées. Le plus populaire était l'utilisation de tissus caoutchoutés tels que ceux fabriqués par la société Continental. D'autres méthodes comprenaient l'utilisation d'amidon de sagou. L'avènement des enduits de tensions (dope) cellulosiques tels que l'Émaillite ont été une avancée majeure dans la production d'avions pratiques, produisant une surface qui restait tendue (éliminant le besoin de recouvrir fréquemment les surfaces portantes).

### Première Guerre mondiale / Après-guerre
Les batailles aériennes de la Première Guerre mondiale ont été principalement menées avec des biplans recouverts de tissu qui étaient vulnérables au feu en raison des propriétés inflammables du revêtement en tissu et de la pâte à base de nitrocellulose. Les insignes nationaux peints sur le tissu étaient souvent découpés dans des avions abattus et utilisés comme trophées de guerre. Le concepteur d'avions allemand Hugo Junkers est considéré comme l'un des pionniers des avions en métal ; ses créations ont commencé à s'éloigner du revêtement en tissu. Le mélange hautement inflammable de tissu, d'enduits de tension et d'hydrogène gazeux a été un facteur dans la disparition du dirigeable LZ 129 Hindenburg.

### Seconde Guerre mondiale

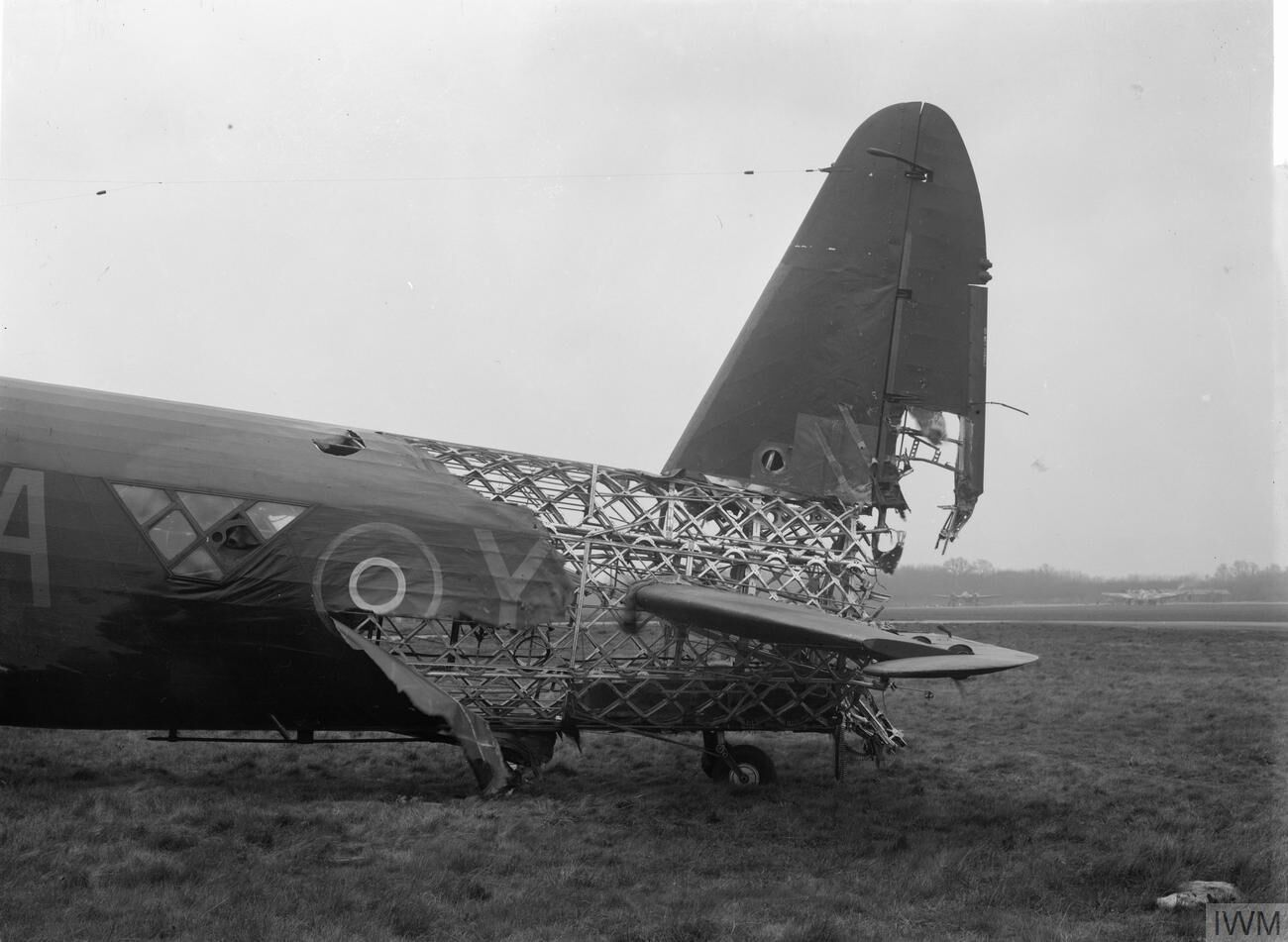
Vickers Wellington endommagé montrant un revêtement en tissu brûlé et manquant

À l'époque de la Seconde Guerre mondiale, de nombreuses conceptions d'avions utilisaient des structures monocoques métalliques en raison de leurs vitesses de fonctionnement plus élevées, bien que les surfaces de contrôle recouvertes de tissu soient encore utilisées sur les premiers Spitfire et d'autres types. Le Hawker Hurricane avait un fuselage recouvert de tissu, et ils avaient également des ailes recouvertes de tissu jusqu'en 1939. De nombreux transports, bombardiers et entraîneurs utilisaient encore du tissu, bien que les enduits de tension au nitrate inflammable aient été remplacés par des enduits de tension au butyrate, qui brûle moins facilement. Le Mosquito est un exemple d'avion en contreplaqué recouvert de tissu (madapollam). Le Vickers Wellington utilisait du tissu sur une cellule géodésique qui offrait une bonne résistance aux dommages de combat.
Un cas intéressant d'ingéniosité dans l'adversité de la guerre était le planeur Colditz Cock. Cet avion de construction artisanale, conçu comme un moyen d'évasion, utilisait la literie de la prison comme matériau de couverture; de la colle artisanale et de la pâte à base de millet bouilli ont également été utilisées par les prisonniers pour sa construction.

### Introduction de matériaux modernes
Avec le développement des matériaux synthétiques modernes après la Seconde Guerre mondiale, les tissus de coton ont été remplacés dans les applications aéronautiques civiles par le polyéthylène téréphtalate, connu sous le nom commercial Dacron ou Ceconite. Ce nouveau tissu pourrait être collé à la cellule au lieu d'être cousu, puis thermorétracté pour s'adapter. Le coton de catégorie A durait généralement six à sept ans lorsque l'avion était entreposé à l'extérieur, tandis que la Ceconite, qui ne pourrit pas comme le coton, peut durer plus de 20 ans,.

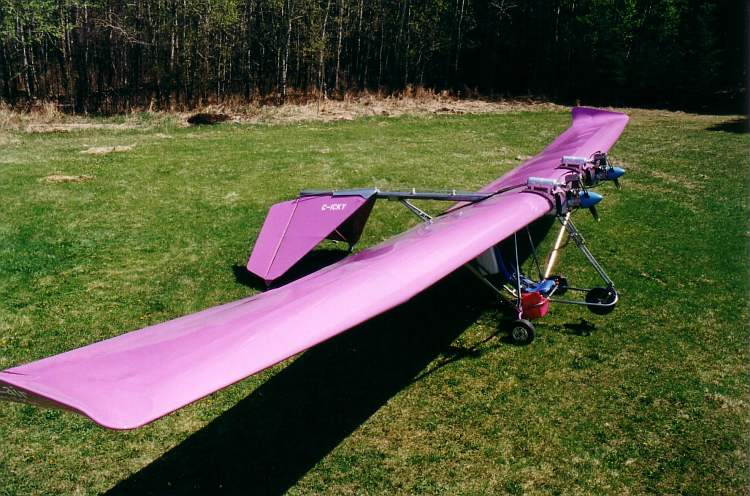
Un recouvert de Ceconite et du procédé Hipec.

Les premières tentatives d'utilisation de ces tissus modernes avec des enduits de tension au butyrate ont déterminé que l'enduit de tension n'adhérait pas du tout et se détachait en feuilles. La solution de nitrate a été ressuscitée en tant que système de choix et de remplacement, bien qu'elle ait également été supplantée par de nouveaux matériaux.
Un système de tissu, développé par Ray Stits aux États-Unis et approuvé par la FAA en 1965, est commercialisé sous la marque Poly-Fiber. Elle utilise trois poids de tissu Dacron vendu sous le nom de marque Ceconite, plus de la colle à tissu pour la fixation à la cellule (Poly-Tak), de la résine de scellement pour la préparation du tissu (Poly-Brush) et de la peinture (Poly-Tone). Ce système n'a pas d'enduit de tension et utilise à la place des produits chimiques à base de vinyle. Ceconite 101 est un tissu certifié de 3,5 oz/yd 2 (119 g/m2) tandis que Ceconite 102 est un tissu de 3,16 oz/yd 2 (107 g/m2). Il existe également une Ceconite légère non certifiée de 1,87 oz/yd 2 (63 g/m2) destiné aux avions ultra-légers. Cette méthode nécessite une fixation physique du tissu à la cellule sous la forme de coutures côtelées, de rivets ou de chapeaux (capstrips), qui sont ensuite généralement recouverts de bandes de tissu,,.
En plus de Poly-Fiber, un certain nombre d'autres sociétés produisent des procédés de revêtement pour les avions certifiés et construits à la maison. Les Randolph Products et les Certified Coatings Products fabriquent tous deux des enduits de tensions à base de butyrate et de nitrate à utiliser avec le tissu Dacron,.
Les systèmes Superflite et Air-Tech utilisent un tissu similaire, mais les finitions sont des produits à base de polyuréthane avec des agents flexibles ajoutés. Ces finitions produisent des résultats très brillants.
Falconar Avia (en) d'Edmonton, Alberta, Canada a développé le système Hipec en 1964 pour une utilisation avec le tissu Dacron. Il utilise une barrière solaire spéciale Hipec qui adhère au tissu directement à la structure de l'avion en une seule étape, éliminant ainsi le besoin de rivetage, de coutures côtelées et de ruban adhésif utilisés dans les processus de fabrication de tissus traditionnels. La peinture finale est ensuite appliquée sur la barrière solaire pour terminer le processus,.
Des systèmes plus récents ont été développés et distribués par Stewart Systems de Cashmere, Washington et Blue River (Ceconite 7600). Ces deux systèmes utilisent les mêmes matériaux en dacron certifiés que les autres systèmes, mais n'utilisent pas de composés organiques hautement volatils, utilisant plutôt l'eau comme support, ce qui les rend plus sûrs à utiliser et moins dommageables pour l'environnement,.
De nombreux avions ultra-légers sont recouverts d'enveloppes pré-cousues de 3,9 oz de Dacron qui sont simplement vissées, boulonnées ou lacées en place. Ceux-ci sont produits dans une grande variété de couleurs et de motifs et sont généralement transportés non traités ou avec une finition anti-rayonnement ultraviolet pour résister aux dommages du soleil.
Lanitz Aviation (en) a introduit un nouveau procédé en 2001 fabriqué en Allemagne sous le nom commercial Oratex6000. Oratex a reçu un certificat de type supplémentaire (STC) européen de l'AESA, des STC canadiens,, et un STC américain. Oratex diffère des systèmes précédents, qui nécessitent tous l'application de nombreuses couches de revêtements spéciaux (dont beaucoup sont toxiques) ainsi que le temps, les compétences, l'équipement et les précautions de sécurité nécessaires pour les appliquer. L'Oratex6000 est simplement collé à la cellule puis rétréci et ne nécessite aucun revêtement.

## Processus de couverture

### Méthodes traditionnelles

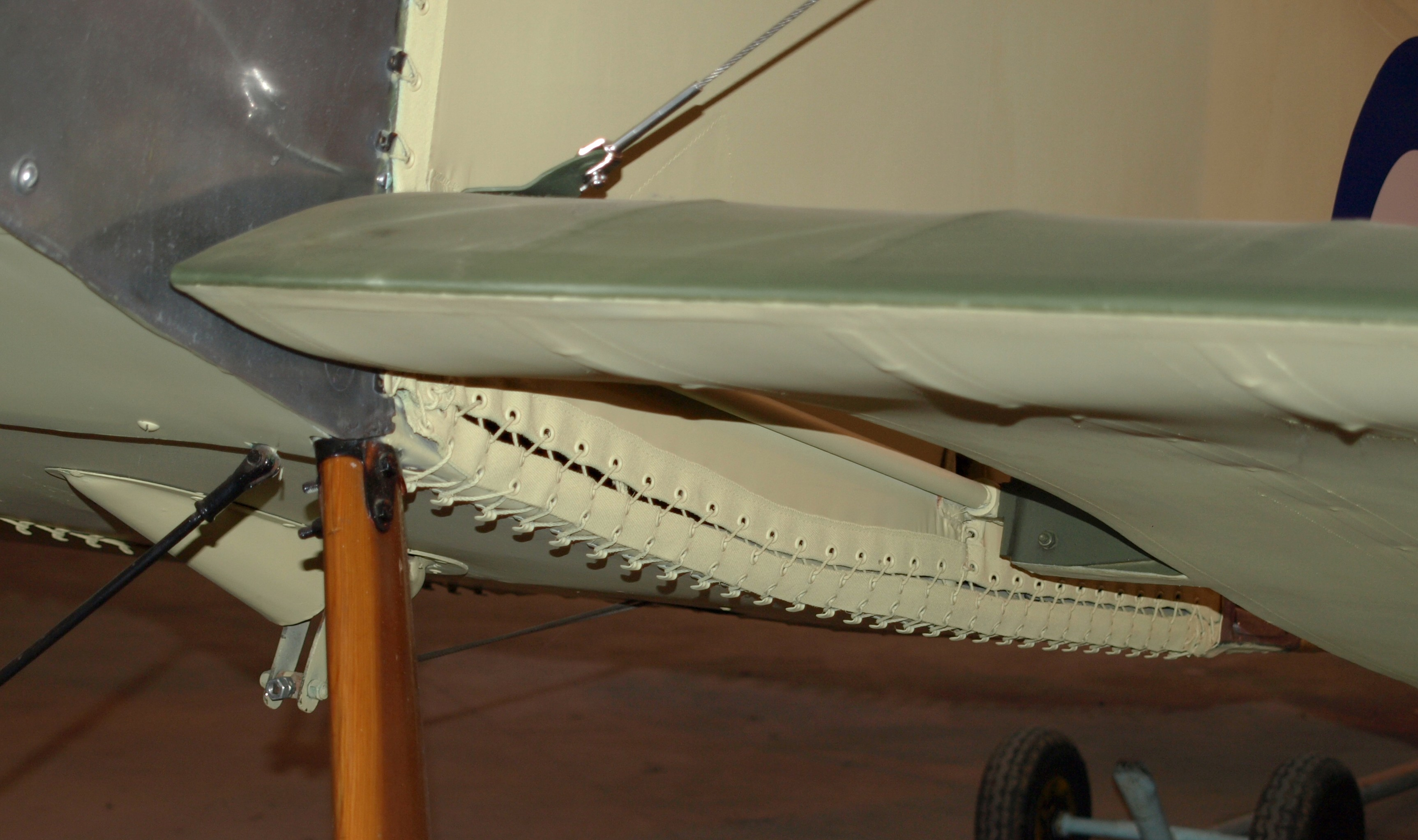
Panneaux lacés et profil aérodynamique sous-cambré cousu d'un Sopwith Pup

Les méthodes de couverture traditionnelles utilisent des matériaux organiques, comme le coton. Une fois la structure de l'avion préparée par ponçage, le matériau est appliqué à l'aide d'un enduits de tension comme adhésif. La couture côtelée est utilisée sur les types d'avions plus rapides et en particulier sur les profils aérodynamiques sous-cambrés pour garantir que le tissu suit la structure de l'avion. La distance entre les points est réduite dans les zones affectées par le souffle de l'hélice. Le revêtement sera ensuite traité avec un enduit tenseur pour éliminer les plis et augmenter la résistance structurelle, des couches de finition contenant souvent de la poudre d'aluminium serviront à protéger la surface des ultraviolets. Les grands panneaux de tissu des avions de la Première Guerre mondiale étaient souvent liés par des œillets pour faciliter l'accès à la structure interne pour la maintenance. Certains inconvénients par rapport aux méthodes modernes sont la durée de vie relativement courte du revêtement en raison d'effets biologiques tels que la moisissure ; et le travail nécessaire pour obtenir le résultat final.

### Méthodes modernes
Les méthodes de couverture modernes suivent la méthode traditionnelle avec des différences mineures. Des matériaux synthétiques sont utilisés, le revêtement est collé à la structure à l'aide de colles dédiées. Le processus de rétrécissement est réalisé en appliquant un fer à repasser électrique ou un pistolet thermique. Une fois le revêtement bien tendu, les coutures côtelées sont à nouveau utilisées pour les avions plus lourds ou plus rapides. Des couches de finition cosmétiques sont généralement appliquées, sauf dans le cas d'Oratex qui ne reçoit normalement aucun revêtement. Un effet secondaire de l'utilisation de matériaux de revêtement modernes sur les avions à structure en bois est qu'en raison de la durée de vie beaucoup plus longue, la structure reste couverte et non inspectée pendant des périodes beaucoup plus longues, ce qui entraîne des inspections périodiques spéciales mandatées par les organismes de réglementation de l'aviation,.
Avec les deux méthodes de revêtement, il est normal que l'avion soit pesé à nouveau après le renouvellement du tissu pour déterminer tout changement de masse et de centre de gravité.